# Уризен
Ури́зен, Юризен или Юра́йзен (англ. Urizen) — верховное божество в сложной и оригинальной мифологии Уильяма Блейка, в произведениях которого он описан творцом материального мира, представляющим собой некое подобие Библейского Иеговы.

## Описание
Уризен — символ человеческого разума, ограничитель энергии, законодатель, завистливый тиран, мстящая совесть. Как политическая аллегория, он олицетворяет собой Англию. Слово Уризен, вероятно, произведено от сочетания слов «your reason» — «твой разум», либо от близких по звучанию греческих слов, означающих «очерчивать циркулем», «ограничивать» и «горизонт».
На своих гравюрах и картинах Блейк изображает его, как правило, в виде седого бородатого старца, иногда с гигантским циркулем в руке, с помощью которого он создаёт и ограничивает Вселенную, или с сетями, символизирующими законы и общество, которыми он, как паутиной, опутывает людей. Иногда он изображён с раскрытой книгой или окружённый несколькими внушительными фолиантами, в которых записаны законы, придуманные им для человечества.
Виктор Жирмунский так определяет этого  персонажа:
«Юрайзен (Urizen) — Библейский Иегова, или Юпитер античной мифологии, творец материального мира, подчиненного слепым законам механической необходимости, небесный и земной тиран, враг духовной свободы и поработитель человечества, почитаемый всеми религиями, освящающими насилие и лицемерно проповедующими смирение, — чудовищный образ, сходный с Демогоргоном в „Освобожденном Прометее“ Шелли».
Первоначально Уризен и его противоположность Лос образовывали некое единство, в котором Уризен представлял разум, а Лос воображение. В более поздней усовершенствованной мифологической системе Блейка Уризен становится одним из четырёх Зоа (или Зверей), явившихся результатом падения и разделения Альбиона, изначального и вечного Человека, на четыре начала: разумное, чувственное, телесное и интуитивное, представляемые Уризеном, Лувой, Тармасом и Уртоной.
В произведениях Блейка Уризен воплощает сатанинское начало и уподобляется мильтоновскому Сатане из «Потерянного Рая». Об этом Блейк сам писал в одной из своих ранних пророческих книг, «Бракосочетании Рая и Ада» (1790):
«…в „Потерянном Рае“ Правитель или Разум именуется Мессией. И тот, кто в начале был Архангелом или владыкой несметного небесного воинства, назван Диаволом или Сатаной, а чада его — Грехом или Смертью. Но в книге Иова тот, кого Мильтон называет Мессия, назван Сатаной. Ибо в этой истории действуют обе враждебные партии… Библейский Иегова — не кто иной, как тот, кто обитает в геенне огненной».

## Дети Уризена и Ахании
Ахания, эманация или женский эквивалент Уризена и мать их многочисленного потомства, воплощает собой наслаждение. Уризен называет её «Грехом» и удаляет от себя, ибо он, воплощение разума, не может понять необходимости наслаждения. Их дети являют собой разделы и подразделы разума и интуиции Уризена. Их три дочери Элет, Увет и Она представляют три части человеческого тела: голову, сердце и чресла. Их четверо сыновей, Тириэль, Ута, Гродна и Фузон, воплощают четыре стихии: воздух, воду, землю и огонь. Уризен проклинает своих детей, ибо он понимает, что «ни плоть, ни дух не способны, хотя бы на миг, выдерживать его железные законы». Четверо из его сыновей с оружием восстают против отца, но затем, на Страшном суде, они вновь объединяются с ним.

## История мифа
Имя Уризена впервые упоминается Блейком в книге «Видения дщерей Альбиона» (1793). Обесчещенная дева Утуна (Oothoon) проклинает Уризена и его учение, называя его «Демоном заблуждения» и «отцом ревности».
| «O Urizen! Creator of men! mistaken Demon of heaven!            | „O Уризен! Творец людей! Заблудший Демон небес!                                  |
| Thy joys are tears, thy labour vain to form men to thine image. | Твои радости — это слёзы, твой труд создания людей по своему подобию бесполезен. |
| How can one joy absorb another? Are not different joys          | Может ли одна радость поглощать другую? Разве другие радости                     |
| Holy, eternal, infinite? and each joy is a Love…“               | Не священны, не вечны, не бесконечны? И каждая радость — это Любовь…»[6]         |
Уризен появляется также в книгах «Америка» (1793) и «Европа» (1794), усыпанный лепромой и проливающий слёзы по поводу поражения Британии в американской войне. Более подробно он описан в так называемой «Первой книге Уризена» (1794).
Оригинальный миф Блейка представляет Уризена как воплощение абстрактных идей, и его первой сущностью является абстракция человеческой самости. Уризен, первобытный Жрец разума, восстав в Вечности и отделив себя от прочих Бессмертных, создаёт огромную омерзительную пустоту и наполняет её стихиями. Считая себя святым и мудрым, он приступает к составлению списка различных грехов, записывая их в медной книге, которая служит собранием законов. Он обращается к Бессмертным с речью, излагая итог своих глубоких и тайных раздумий и объясняя, как он, в борьбе со стихиями и страшной силой, называемой «семью смертными грехами», созидал упругую твердь. Но Бессмертые негодуют, они возмущены Уризеном, восставшим против Вечности, и в гневе разбегаются в разные стороны. Гнев Бессмертных превращается в огонь, пожирающий воинство, сотворённое Уризеном.
Оставшийся в одиночестве, Уризен строит каменную кровлю, обрамляет себя жилами и кровеносными сосудами, чтобы защитить себя от огней Бессмертных. Глядя на Уризена, Лос, Вечный пророк, представляющий собой Вдохновение, плачет из-за того, что Уризен, воплощающий разум, оторвал себя от Вечности. Из сострадания он создаёт для Уризена телесную форму, но, утомлённый трудами, Лос раздваивается на мужское и женское — так появляется Энитармон, его эманация, которая рождает ему сына по имени Орк, воплощение бунтующей энергии. И «даже Вечность застыла в испуге / В тот час, когда был рождён Человек!»
И тут Бессмертные наглухо ограждают от Вечности Лоса и его творение. Из-за ревности к сыну Лос решает приковать сына прочной цепью, сотканной из звеньев этой ревности, к каменной скале «под мертвенной тенью Уризена». Крик Орка пробуждает Уризена от мёртвого сна, и вместе с ним пробуждается вся Природа.
Уризен, разглядывая своё уродливое творение, приходит в ужас. Он проклинает своих детей, которые «усыхают», превращаясть в рептилии. Человечество лишается Вечности. Однако сын Уризена Фузон, воплощение огненной стихии, как Моисей, выводит свой народ из Египта.
История Уризена продолжается в «Книге Ахании» (1795), блейковском варианте Библейской книги «Исход». В книге повествуется о конфликте между отцом и сыном — Уризеном и Фузоном, а также о страдании Ахании — жены и матери. Фузон восстаёт против отца, вступая с ним в борьбу. Он направляет в отца раскалённый шар своего гнева, который, превратившись в огненный луч, пробивает тяжёлый диск из кованого железа, брошенный в него Уризеном. Луч этот также рассекает чресла Уризена, и от него отделяется Ахания-душа. Пять веков огненный луч Фузона блуждает в Египте, пока Лос не выковывает из него Солнце. Тем временем Уризен готовит месть. Убив страшного Змия, из его рёбер он делает лук-камнемёт и запускает в Фузона обломок отравленной скалы. Затем Уризен распинает тело убитого сына на Древе Тайны. Жалобная песнь Ахании завершает поэму.
В «Книге Лоса» (1795) действие переносится назад к началу сотворения мира, где Лос, прикованный цепью к падшему Уризену, вынужден его охранять. В гневе Лос разрывает оковы и входит в вечные реки огня. Огонь этот затвердевает. Лос разбивает его на мелкие осколки и оказывается в пустоте. Столетиями он проваливается в Бездну, пока ему не удаётся отделить тяжёлое от лёгкого и таким образом создать свет. В лучах этого света Лос видит, как над бездной нависает чудовищный скелет Уризена. Лос мастерит горн, наковальню и молот, и трудится ночи и дни, чтобы придать Уризену форму. Далее описываются семь дней творения, где в роли Творца выступает Лос. Усилия Лоса завершаются сотворением первого человека.
В поэме «Вала, или Четыре Зоа» (1795—1804), концепция Уризена приобретает несколько иное измерение. Здесь говорится, что Уризен, князь Света, в «падшем» или «нижнем» мире является сыном Альбиона и Валы (Природы). Альбион у Блейка — изначальный Человек, живущий в небесном Эдеме (или Вечности) в качестве члена божественной семьи Бессмертных, которые все вместе составляют Единого Человека, или Иисуса. В Альбионе, как и в любом другом человеке, живут и действуют четыре Зверя или Зоа (что по гречески означает «живые твари»). Эти Четыре Зоа (The Four Zoas) представляют собой части Тетраморфа (греч. τετραμορφος — «четырёхвидный») или четырёх крылатых существ, описанных в видении пророка Иезекииля, единых, с четырьмя лицами (человека, льва, быка и орла), а также в Откровении Иоанна Богослова, представленные в образе «четыре животных», сторожащих четыре угла Трона Господа и четырёх пределов Рая. Блейк называет их следующими именами:
- Уризен (Urizen) — разум Человека;
- Лува (Luvah) — его страсти, эмоции;
- Тармас (Tharmas) — его тело, чувства и ощущения;
- Уртона (Urthona) — его инстинкт, интуиция, воображение.

Эти четыре Зоа имеют различные свойства и выполняют разные функции. Уризен или Князь Света — пахарь, строитель, ограничитель энергии, творец законов. Он находится на юге (или в зените). Он олицетворяет собой веру и уверенность. Его чувственный орган зрение, глаза. Его место в голове человека. Из четырёх элементов Уризен представляет воздух (свет). Его металл — золото. Его искусство — архитектура.
Однако единство этих четырёх Зоа было нарушено ещё до начала действия поэмы, когда Человек стал пассивным и отошёл от Эдема. Отделившись от него, его четыре Зоа вступили в войну друг с другом. Уризен и Лува (то есть, разум и страсти Человека) спорили за абсолютную власть, при этом Уризен отказался служить Человеку, а Лува соблазнил Человека своей эманацией Валой — олицетворением Природы. Тармас и Уртона (телесное и интуитивное) также вступили в конфликт. Оказавшись в состоянии упадка, четыре Зоа увлекли за собой и Человека. Все они отделились от своих эманаций, и произошло так называемое «падение» Человека, означающее отступление от единства, уход в отчуждение и мертвенность материального мира. Древний Человек засыпает и спит в течение всей истории человечества вплоть до Страшного Суда. Защитником Древнего Человека становится Лос/Уртона, а его спасителем — Иисус.
Продолжение истории Уризена содержится в двух последующих пророческих поэмах Блейка: «Мильтон» (1804—1811?) и «Иерусалим» (1804—1820?).

## Вывод Блейка
Для Уильяма Блейка создание сложной и нетривиальной собственной мифологии было не простой прихотью. Эта мифология возникала постепенно в процессе глубокого анализа собственного духовного опыта, называемого им Пророческим Видением, в результате которого он пришёл к следующему выводу:
«Считая, что Творец этого Мира был очень Жестоким Существом, и при этом поклоняясь Христу, я не могу не воскликнуть: „О, как непохож Сын на Отца!“ Сперва грядёт Всемогущий, чтобы огреть по голове. За ним следует Иисус Христос с бальзамом, чтобы уврачевать рану».